# Jonathan Gould
Jonathan Alan Gould (Paddington, 18 de julho de 1968) é um ex-futebolista escocês que atuava como goleiro. Ele é o atual auxiliar-técnico do Wellington Phoenix.

## Carreira
Nascido em Paddington, uma pequena cidade próxima a Londres, Gould, que é filho do ex-treinador galês Bobby Gould, começou sua carreira em 1989, no inexpressivo Clevedon Town, onde não teve uma sequência de jogos significativa. No ano seguinte foi contratado pelo Halifax Town, cujo desempenho o levou a ser sondado pelo West Bromwich Albion, uma equipe de muito mais tradição que as duas primeiras, que o contratou em 1992. Mas Gould amargaria a reserva no WBA, não conseguindo disputar nenhum jogo, o que levou o goleiro a ser contratado por outra equipe modesta, o Coventry City, onde jogou por quatro anos, mesmo que nos últimos anos nos Sky Blues, fosse apenas um reserva de luxo (Steve Ogrizovic era o titular, o ex-goleiro da Seleção Inglesa, Peter Shilton, e o australiano John Filan eram apenas a terceira e quarta opções, respectivamente). Após sair do Coventry, no fim da temporada, Gould teve passagens modestas por Bradford City e Gillingham (neste último, por empréstimo), e teve a sua primeira - e única - chance de defender uma equipe escocesa, o Celtic.

## Celtic
Ao assinar com o Celtic, em 1997, Gould chegou com status de titular, e tal situação se manteve no ano seguinte, pois o anglo-trinitário Tony Warner chegara por empréstimo do Liverpool, e não era considerado muito apto para tirar a vaga de Gould na baliza verde e branca.
Mesmo com as contratações do russo Dmitriy Kharin e de seu compatriota Rab Douglas, Gould se mantinha intocável no gol do Celtic, mas, com a ascensão de Douglas, o experiente goleiro começou a perder terreno em Celtic Park, viu sua situação se degradar com as chegadas do sueco Magnus Hedman, do espanhol Sánchez Broto e da ascensao de outro escocês, David Marshall. Sem opção, Gould acabou saindo do Celtic em 2003. Reergueu-se no mesmo ano ao defender o Preston North End. Ao sair por empréstimo para o Hereford United, a carreira de Jonathan entrou em declínio total, culminando com uma fugaz passagem pelo Bristol City. Chegou a cogitar-se um fim de carreirapara Gould, mas ele decidiu continuar em atividade, desta vez no incipiente futebol australiano.

## Hawke's Bay e Wellington Phoenix
Gould assinou um contrato com o modesto Hawke's Bay United, um time neozelandês que disputa a Liga Amadora de Futebol daquele país, em fins de 2005. Também fez parte da comissão técnica da equipe, onde disputou apénas um jogo. Deixou o Hawke's Bay em 2009 para atuar no Wellington Phoenix, que, mesmo também sendo um time da Nova Zelândia (é o único time profissional do país), disputa a A-League (o Campeonato de Futebold a Austrália). Entretanto, não teve uma sequência de partidas (o goleiro titular era Mark Paston, e Gould era a terceira opção para o gol, á frente de Liam Reddy e atrás de Reece Crowther), o que fez Jonathan pendurar as luvas, passando a ser auxiliar-técnico do Phoenix.

## Seleção
Gould estreou na Seleção Escocesa em 1998, para a disputa da Copa da França, juntamente com outros sete jogadores do Celtic (Jackie McNamara, Tom Boyd, Tosh McKinlay, Craig Burley, Darren Jackson, Simon Donnelly e Paul Lambert) e seria o terceiro goleiro da equipe - Jim Leighton era o titular absoluto, e Neil Sullivan era a segunda alternativa ao gol. Como previsto, não entrou em campo, e a Escócia capitulou na primeira fase. Com a não-classificação escocesa para a Euro 2000, Gould resolveu abandonar a Seleção azul.